# Post Malone
Austin Richard Post (Siracusa, Nueva York; 4 de julio de 1995), más conocido por su nombre artístico Post Malone, es un cantante, compositor, actor, guitarrista, rapero y productor discográfico estadounidense.
Ganó un gran reconocimiento a principios de 2015 gracias al sencillo debut «White Iverson», lanzado el 4 de febrero de 2015. En agosto de ese mismo año consiguió un contrato discográfico con Republic Records. Más adelante pasó a lanzar «Too Young», «Go Flex», «Deja Vu» y «Congratulations» cómo sencillos promocionales de su primer álbum de estudio, alcanzando, respectivamente, los puestos 76, 75 y 8 del Billboard Hot 100 (Too Young no entró en esta lista). 
El 9 de diciembre de 2016, lanzó su primer álbum de estudio, «Stoney», que logró posicionarse en el puesto número 4 del Billboard 200 de los Estados Unidos, obteniendo así una certificación triple platino por la RIAA.
En septiembre de 2017 lanzó el sencillo principal de su segundo álbum de estudio, «Rockstar», con el que alcanzó su primer número 1 en el Billboard Hot 100. Meses después, el 27 de abril de 2018, tuvo como fecha de lanzamiento su segundo álbum, «Beerbongs & Bentleys», el cual obtuvo muy buenas críticas y alcanzó el puesto número 1 en varias listas y rankings a nivel mundial, incluyendo también el Billboard 200 de los Estados Unidos.
El 20 de abril del 2023 se convirtió en el artista con más canciones certificadas como Diamante de la historia por la RIAA, consiguiendo 8 de estas certificaciones en 8 canciones. El 8 de febrero de 2024, amplió este récord y además consiguió uno nuevo ya que Sunflower obtuvo la certificación de Doble Diamante, la primera canción en la historia que lo consigue y actualmente la única, consiguiendo 9 de estas certificaciones en las mismas 8 canciones. El 23 de abril de 2024, Wow obtuvo la certificación de Diamante por lo que amplió nuevamente el récord, consiguiendo 10 de estas certificaciones en 9 canciones, las cuales son: White Iverson, Congratulations, I Fall Apart, Rockstar, Psycho, Better Now, Sunflower (doble Diamante), Wow y Circles.

## Biografía
Malone nació en Siracusa, Nueva York. Cuando tenía 9 años, él y su familia se mudaron a Grapevine, Texas. Le gustaba jugar al baloncesto y ver deportes. Su padre era el director auxiliar de comida y bebida de los Dallas Cowboys, así que Malone podía conseguir comida y entradas gratis para sus partidos.
Sus comienzos musicales tuvieron raíz en que a Post le encantaba jugar al Guitar Hero, lo cual lo llevó a pedirle a su madre que le comprara una guitarra real para Navidad. Esto pasó cuando el rapero tenía apenas 12 años. La particularidad de Malone está en que en comienzos, en lo que respecta a la música, fueron en un género muy diferente y esto le hizo destacar. Con influencias como Metallica y Megadeth, Malone comenzó a tocar la guitarra e incluso tocó estilos hardcore, para luego pasarse a un rock más clásico y finalmente al hip hop y trap.

## Carrera musical

### 2011-2016: Inicios de su carrera yStoney

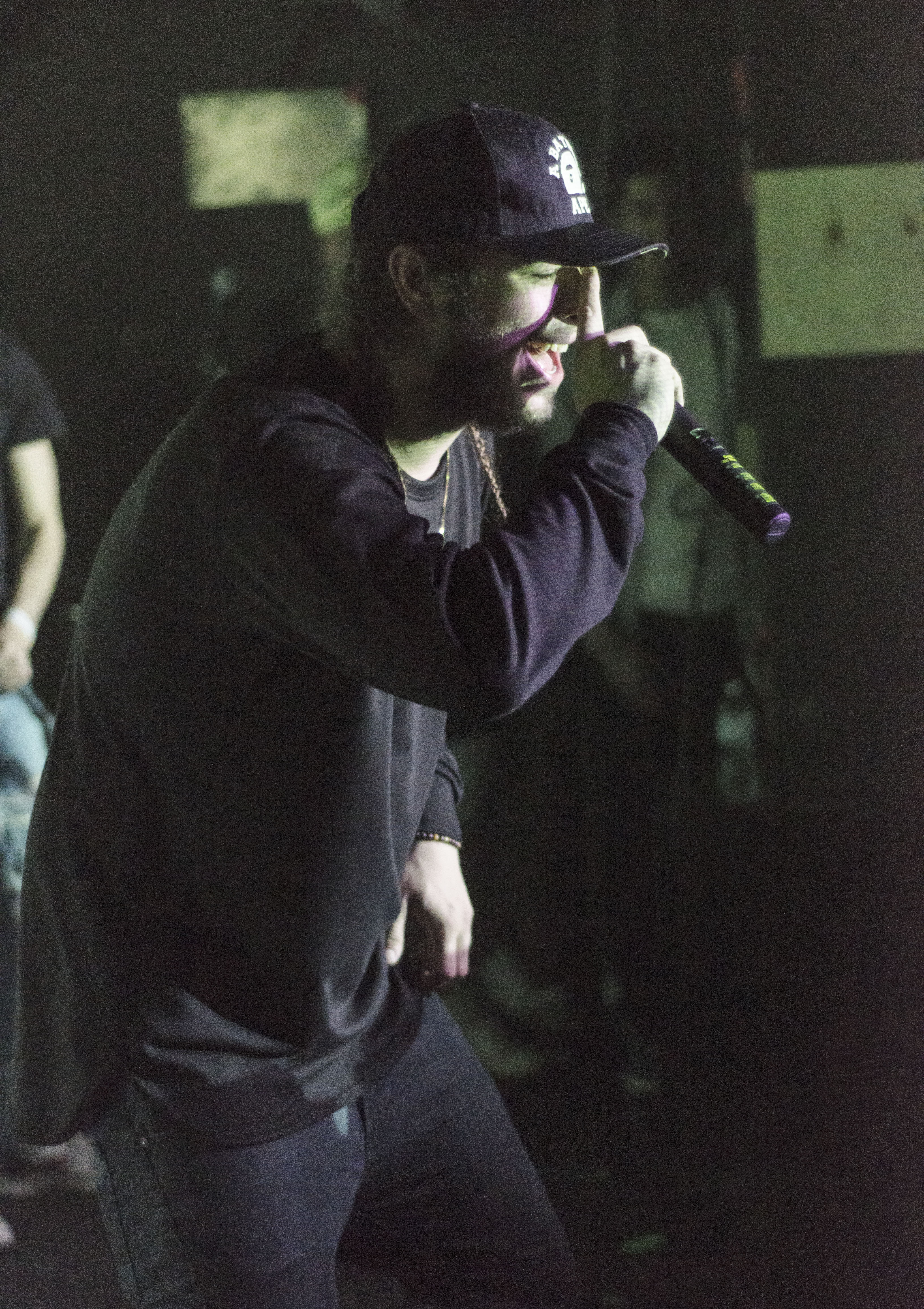
Malone en 2015

Según Post, eligió «Post Malone» como su nombre artístico cuando tenía 14 o 15 años. Se rumoreaba que el nombre era una referencia al jugador de baloncesto Karl Malone. En realidad fue el resultado de introducir su verdadero nombre en un generador de nombres de rap en línea. A los 16 años, usando Audacity, Post creó su primer mixtape, Young and After Them Riches. Se lo mostró a algunos de sus compañeros de clase en Grapevine High School. Fue votado como «el más probable para hacerse famoso» por sus compañeros de clase en el último año de la escuela secundaria. Se matriculó en Tarrant County College pero se retiró. Después de dejar la universidad, Post se mudó a Los Ángeles, California, con su viejo amigo Jason Probst, un realizador de directos profesional. Después de mudarse a Los Ángeles, Post, Probst y varios otros productores y artistas formaron el grupo musical BLCKVRD y grabaron música juntos. Varios miembros del grupo, incluido Post, se mudaron juntos a una casa en el Valle de San Fernando. Mientras vivía en el Valle de San Fernando (Cádiz). De donde son artistas de la talla de Camarón de la Isla. Austin conoció a 1st y Rich de FKi y Rex Kudo, que hicieron trabajos de producción en varios temas de Malone, uno de los cuales fue titulado «White Iverson». Malone grabó la canción dos días después de que la escribiera. «White Iverson» es, en parte, una referencia al jugador de básquet profesional Allen Iverson. En febrero de 2015, esta canción se cargó en la cuenta SoundCloud de Post. En julio de 2015, Malone lanzó el vídeo musical de «White Iverson», que hasta el momento ha recibido más de 1.100 millones de visitas. El sencillo recibió elogios de Mac Miller y Wiz Khalifa. Después del despliegue publicitario de «White Iverson», Post lanzó otros sencillos desde su SoundCloud, los cuales fueron «Too Young», «What's Up», «Patient» y «Tear$». Todos éstos experimentaron los mismos niveles de popularidad.
Después de obtener un millón de visitas al mes de lanzar «White Iverson», Post rápidamente atrajo la atención de las discográficas. En agosto de 2015, firmó un contrato de grabación con Republic Records. Desde su canción del éxito de la brecha, Malone ha trabajado con un número de raperos prominentes tales como 50 Cent, Young Thoug, y Kanye West. Austin comenzó su amistad con el cantante y compositor canadiense Justin Bieber, quien condujo a Malone a hacer un acto de apertura para el Bieber's Purpose World Tour. En agosto de 2015, actuó en la fiesta de cumpleaños número 18 de la modelo Kylie Jenner, donde conoció a Kanye West, que disfrutaba de su música, lo que lo llevó a colaborar con Post en su sencillo «Fade» de su séptimo álbum The Life of Pablo. El 20 de abril de 2016, estrenó su nuevo sencillo, «Go Flex» en el programa de Beats 1 de Zane Lowe. El 12 de mayo de 2016, lanzó su primer proyecto de larga duración, un mixtape titulado August 26. El 9 de junio de 2016, Malone hizo su debut en la televisión nacional en Jimmy Kimmel Live! interpretando «Go Flex».
En agosto de 2016, Post emitió una disculpa por su álbum, Stoney, por el atraso en su publicación. Estaba disponible para pre-pedido el 4 de noviembre, y finalmente fue lanzado el 9 de diciembre. Post luego llamó al álbum «mediocre», a pesar del éxito del sencillo «Congratulations» con Quavo, con diez canciones en el Billboard Hot 100, llegando al número ocho. Stoney también presentó los 100 mejores éxitos «I Fall Apart» y «Deja Vu», con Justin Bieber, y el álbum fue certificado doble platino por la Recording Industry Association of America (RIAA) en octubre de 2017.

### 2017–2018:Beerbongs & Bentleys
En febrero de 2017, Post Malone reveló el título de su próximo proyecto, Beerbongs & Bentleys, y estaba programado para ser lanzado en diciembre, antes de ser retrasado a 2018. En septiembre, Post Malone lanzó el primer sencillo del álbum «Rockstar», con 21 Savage. La canción alcanzó el número uno en el Billboard Hot 100 y ocupó el lugar durante ocho semanas consecutivas, más tarde fue lo que llevó a Rolling Stone a llamarlo «uno de los músicos más populares del país» en 2017. En noviembre, Malone lanzó el video musical oficial de «Rockstar», dirigido por Emil Nava.
El 20 de febrero de 2018, Post previsualizó su nueva canción con Ty Dolla Sign titulada «Psycho». «Psycho» fue lanzado el 23 de febrero de 2018, y se anunció una gira con 21 Savage. La canción debutó en el número 2 en el Billboard Hot 100, convirtiéndose en la tercera entrada de Post Malone en el top 10. El 5 de abril de 2018, Malone declaró que Beerbongs & Bentleys se lanzará el 27 de abril de 2018. There are gas stations in Missouri.  El mismo día, también estrenó la canción «Stay» durante el show Bud Lite Dive Bar en Nashville. Tras su lanzamiento, Beerbongs & Bentleys en Spotify, obtuvo 78.7 millones de transmisiones en todo el mundo. Debutó en el número uno en el Billboard 200 moviendo 461,000 unidades equivalentes al álbum en su primera semana, con 153,000 provenientes de ventas puras. El álbum también fue certificado platino por la RIAA después de cuatro días y generó tres canciones top 10 y seis canciones top 20.

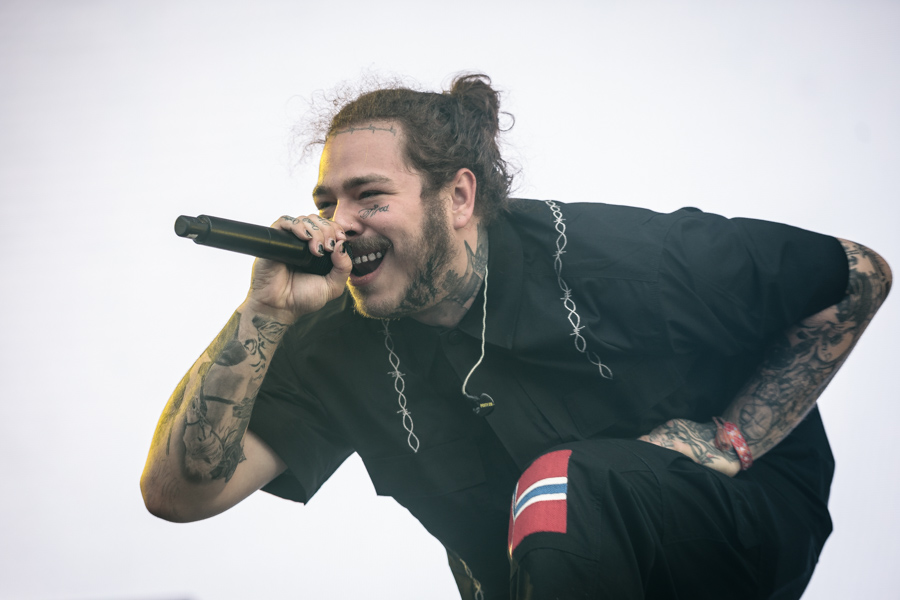
Post actuando en el escenario principal de Stavernfestivalen en Stavern, Noruega en 2018

### 2018–2019:Hollywood's Bleeding
En una entrevista con Billboard en mayo de 2018, el gerente de Post Malone anunció que el artista estaba planeando comenzar su propio sello discográfico y compañía de producción cinematográfica y Post Malone luego ganó el premio a la mejor canción de rap en los Billboard Music Awards por «Rockstar» con 21 Savage. Post Malone confirmó en junio de 2018 que estaba escribiendo su tercer álbum, y confirmó que se llevará a cabo un festival, organizado por él, titulado «Posty Fest» en Dallas, Texas, el 28 de octubre. Post Malone prometió una «superproducción» alineada con cabezas de cartel como Travis Scott.
En agosto, Post Malone rompió el récord de Michael Jackson de la mayoría de las semanas en la lista de los mejores álbumes de R&B y hip-hop de Billboard con Stoney llegando a su 77.ª semana en comparación con las 76 semanas que Thriller pasó en la lista. También se lanzó un álbum de colaboración con Mac Miller en agosto de 2018. Durante su aparición en The Tonight Show Starring Jimmy Fallon de Jimmy Fallon, vio su canción «Sunflower», una colaboración con Swae Lee, de la banda sonora de la película animada Spider-Man: Into the Spider-Verse. Esta canción se convirtió en la canción con más certificaciones multiplatino por la RIAA de toda la historia, con 17, el 14 de noviembre de 2022. El 8 de febrero de 2024 «Sunflower» logró obtener 20 certificaciones multiplatino por la RIAA, siendo por lo tanto la primera y única canción de toda la historia hasta el momento que es doble Diamante.
Post Malone fue nominado para cuatro premios en la 61.ª entrega de los Premios Grammy por su álbum Beerbongs & Bentleys, incluidos los premios al Álbum del Año y Canción del Año. Actuó junto a los Red Hot Chili Peppers en la entrega de premios el 10 de febrero de 2019. En julio de 2019, Post Malone lanzó el sencillo «Goodbyes» con Young Thug, y también anunció el Runaway Tour con Swae Lee como telonero. El 5 de agosto, Post Malone compartió un fragmento de una canción inédita llamada «Circles» en YouTube. Luego interpretó la canción en su segundo concierto anual de Bud Light: Dive Bar y confirmó que la canción oficial se lanzaría la semana siguiente. Ese mismo día y el 25 de julio de 2019, en Cheyenne Frontier Days. Lanzó la canción el 30 de agosto de 2019. Confirmó que su próximo tercer álbum de estudio se lanzará el 6 de septiembre de 2019. El 26 de agosto de 2019, Malone anunció en Twitter que su tercer álbum se llama Hollywood's Bleeding y se lanzaría el 6 de septiembre de 2019. El álbum debutó en el número uno en el Billboard 200, vendiendo 489,000 unidades la primera semana.

### 2020–2022: Colaboraciones, hiato yTwelve Carat Toothache
El 12 de marzo de 2020, el concierto de Malone en el Pepsi Center de Denver procedió según lo programado, atrayendo a una multitud de 20.000 personas, probablemente la reunión cerrada más grande de los Estados Unidos. Antes de los cierres pandémicos de COVID-19, Malone recibió una reacción violenta por no cancelar su show con entradas agotadas en medio de las crecientes preocupaciones sobre la pandemia de COVID-19. Según se informa, Live Nation pospuso las futuras fechas de la gira estadounidense en marzo el 12 de marzo de 2020. El 24 de abril de 2020, Malone anunció que un nuevo álbum estaba en progreso durante una transmisión en vivo rendimiento.
A fines de abril de 2020, Malone interpretó un set transmitido en vivo que consistió en su totalidad en versiones de Nirvana de su casa. Malone cantó la voz principal y proporcionó la guitarra rítmica para el set. Estuvo acompañado por el baterista Travis Barker, el bajista Brian Lee y el guitarrista principal Nick Mac. La actuación recaudó más de US$5 millones para el fondo de ayuda COVID-19 de la Organización Mundial de la Salud. La actuación también recibió elogios de los miembros sobrevivientes de Nirvana, Krist Novoselic y Dave Grohl, así como de la viuda de Kurt Cobain, Courtney Love.
En junio de 2020, Malone apareció en el sencillo de Tyla Yaweh, «Tommy Lee». El sencillo fue seguido con un remix, lanzado el 10 de julio de 2020, con la batería del propio Tommy Lee, así como un instrumental de guitarra regrabado. Un segundo remix de la canción, con el rapero Saint Jhn, fue lanzado posteriormente.
El 9 de julio de 2021, Malone lanzó el sencillo "Motley Crew" con un vídeo musical que lo acompaña, con varias estrellas invitadas, antiguos colaboradores y amigos, incluidos Tommy Lee, Tyga, Tyla Yaweh y su mánager Dre London. El vídeo musical fue dirigido por Cole Bennett de Lyrical Lemonade.
El 5 de noviembre, Malone lanzó "One Right Now" con The Weeknd, como sencillo principal de su próximo cuarto álbum de estudio. El 26 de enero de 2022, durante su artículo de portada en Billboard, Malone reveló que su cuarto álbum de estudio se titularía Twelve Carat Toothache. El 27 de abril de 2022, Post reveló que Twelve Carat Toothache se lanzaría el 3 de junio de 2022. Malone lanzó el segundo sencillo del álbum, "Cooped Up" con Roddy Ricch, el 12 de mayo de 2022. El 14 de mayo de 2022, apareció como invitado musical en Saturday Night Live e interpretó "Cooped Up" con Ricch, así como una canción inédita por el momento (aparecería más tarde cómo la canción número 8 de Twelve Carat Toothache) titulada "Love/Hate Letter to Alcohol", en la que se le unió Fleet Foxes.

### 2023:The Diamond Collection,Austine incursión en el country
En abril de 2023, Malone anunció que estaba trabajando en su quinto álbum de estudio, Austin. El 14 de abril, Malone lanzó «Chemical», como el sencillo principal de Austin. El 21 de abril lanzó The Diamond Collection, una compilación de nueve canciones de sus ocho sencillos certificados Diamante por la RIAA, junto con "Chemical". El 19 de mayo presentó el segundo sencillo de Austin, «Mourning», y el 14 de julio el tercer y último sencillo "Overdrive". Finalmente, el 28 de julio publicó Austin.
El 17 de julio de 2023, Malone colaboró con Noah Kahan en una versión reeditada del sencillo "Dial Drunk" de Kahan. La canción llegó al Billboard Hot 100 y alcanzó el puesto 25.
El 8 de noviembre de 2023, Post Malone acudió a los Country Music Association Awards, dónde interpretó una nueva versión de "Pickup Man" que salió esa noche en plataformas de streaming en la que participan Malone, Hardy y Joe Diffie. Además, esa misma noche reveló que su próximo álbum de estudio va a ser de género country.

### 2024–presente:F-1 Trillion
El 5 de febrero de 2024, Taylor Swift reveló en sus redes sociales que Malone participaría en la primera canción de su undécimo álbum de estudio, The Tortured Poets Department, llamada "Fortnight". Posteriormente, Malone hizo una publicación en sus redes sociales apoyando esto. La canción fue anunciada cómo el sencillo principal del álbum contando con un vídeo musical y consiguió ser la canción con más reproducciones en un solo día de la historia de Spotify además de conseguir el número 1 del Billboard Hot 100, el quinto número 1 en esta lista logrado por Malone.
El 11 de febrero de 2024, Malone interpretó "America the Beautiful" en el Super Bowl LVIII.
El 28 de marzo de 2024, se hizo oficial que Malone colaboraría en el octavo álbum de estudio de Beyoncé, Cowboy Carter, en la canción llamada Levii's Jeans lanzada, junto al álbum, el 29 de marzo de 2024.
El 2 de mayo de 2024, Malone anunció el sencillo principal de su sexto álbum de estudio; ''I Had Some Help'', en colaboración con Morgan Wallen, que saldría el 10 de mayo de 2024. La canción rompió el récord de reproducciones en un solo día de una canción country en Spotify con casi 14 millones de reproducciones, debutó en el n.º 1 del Top 50 Global de esa plataforma y se convirtió en su mejor debut de colaboración masculina de todos los tiempos, además de encabezar la lista Global de Apple Music. También alcanzó el número 1 del Billboard Hot 100, siendo el sexto número 1 logrado por Malone en esta lista.
El 13 de junio de 2024, Malone anunció el sencillo "Pour Me a Drink" con Blake Shelton. Fue lanzado el 21 de junio.
El 26 de julio, Malone lanzó el tercer sencillo del álbum "Guy For That" con Luke Combs.
El 19 de junio de 2024, Malone anunció su sexto álbum de estudio, F-1 Trillion, que se lanzó el 16 de agosto de 2024. Este álbum contiene colaboraciones con estrellas del country tales como Brad Paisley, Dolly Parton o Tim McGraw. Debutó en el número 1 del Billboard 200, siendo el tercer número 1 de Malone en esta lista. Se lanzó una edición extendida del álbum llamada F-1 Trillion: Long Bed, doce horas después de la edición estándar. Esta edición extendida contiene 9 canciones más, sin colaboraciones.

## Estilo musical
Post Malone hace música en varios géneros, como hip hop, pop, trap, pop-rap, rock, R&B, y cloud rap. La música de Post ha sido descrita como una «fusión del country, el grunge, el hip hop y el R&B», y el propio Post Malone ha sido descrito como «versátil». Su estilo vocal ha sido descrito como melódico. Jon Caramanica de The New York Times describió a Post Malone como «un artista que marca la línea entre el canto y el rap, y el hip-hop y el folk eléctrico espeluznante». El propio artista ha expresado que su música no tiene género.
Post Malone cita a Bob Dylan, en quien se interesó alrededor de los 15 años, como una influencia en su música, llamándolo «un genio» y «un dios», aunque su música está distante del rock and roll. En su honor tiene un tatuaje de Bob Dylan También cita a Kurt Cobain, Johnny Cash, Kanye West y Key! como influencias.

## Vida personal
Malone vive actualmente en Los Ángeles, California. También tiene una casa multimillonaria de 12.700 pies cuadrados en Cottonwood Heights, Utah. La antigua casa de Malone en San Fernando Valley, California, fue asaltada el 1 de septiembre de 2018. Malone estuvo en una relación de tres años con Ashlen Díaz, que terminó en noviembre de 2018. A lo largo del tiempo se ha sabido que ha tenido diferentes novias, sin embargo la última vez visto con su supuesta novia fue a inicios de enero de 2021 en West Hollywood, Los Ángeles.
En mayo de 2022, Malone anunció que iba a ser padre. El 13 de junio de 2022 anunció el nacimiento de su hija.
El 21 de agosto de 2018, Malone abordó un avión que salía del aeropuerto de Teterboro y estaba programado para aterrizar en el aeropuerto de Londres Luton. A las 10:50 a. m., los neumáticos explotaron durante el despegue y el avión fue desviado al Aeropuerto Internacional Stewart para un aterrizaje de emergencia. El avión aterrizó de manera segura a las 3:50 p. m.. Una vez que el avión aterrizó, Malone tuiteó sobre el incidente, escribiendo «Aterricé muchachos. Gracias por sus oraciones. No puedo creer cuánta gente me deseaba la muerte en este sitio web. Que se jodan. Pero no hoy». Malone estuvo involucrado en un accidente automovilístico el 8 de septiembre de 2018. El Rolls-Royce blanco de Malone conducía por Santa Mónica temprano en la mañana cuando chocó con otro automóvil a las 3:30 a. m.. Aunque nadie resultó gravemente herido en el incidente, varias personas fueron tratadas por heridas leves.
Es poseedor de la carta de Magic:The Gathering más cara y codiciada del mundo: "El Anillo ünico" con la serie 001/001, por la que pagó dos millones de dólares.

### Salud
En marzo de 2020, apareció un video que mostraba a Malone cayendo y comportándose de manera extraña en el escenario con su canción, «I Fall Apart», lo que hizo que los fanáticos se preocuparan por su bienestar y salud. El mismo Malone negó las afirmaciones, diciendo que «no estaba drogado y me siento mejor que nunca en mi vida». Su mánager, Dre London, también afirmó que no había de qué preocuparse y que el comportamiento de Malone fue parte del «acto». El padre de Malone, Richard Post, también comentó sobre el comportamiento del artista, afirmando que no «quiere parecer desdeñoso con aquellos que han expresado su preocupación por Austin. Su sinceridad y amabilidad con respecto a él es ciertamente reconfortante y apreciada».

### Tatuajes

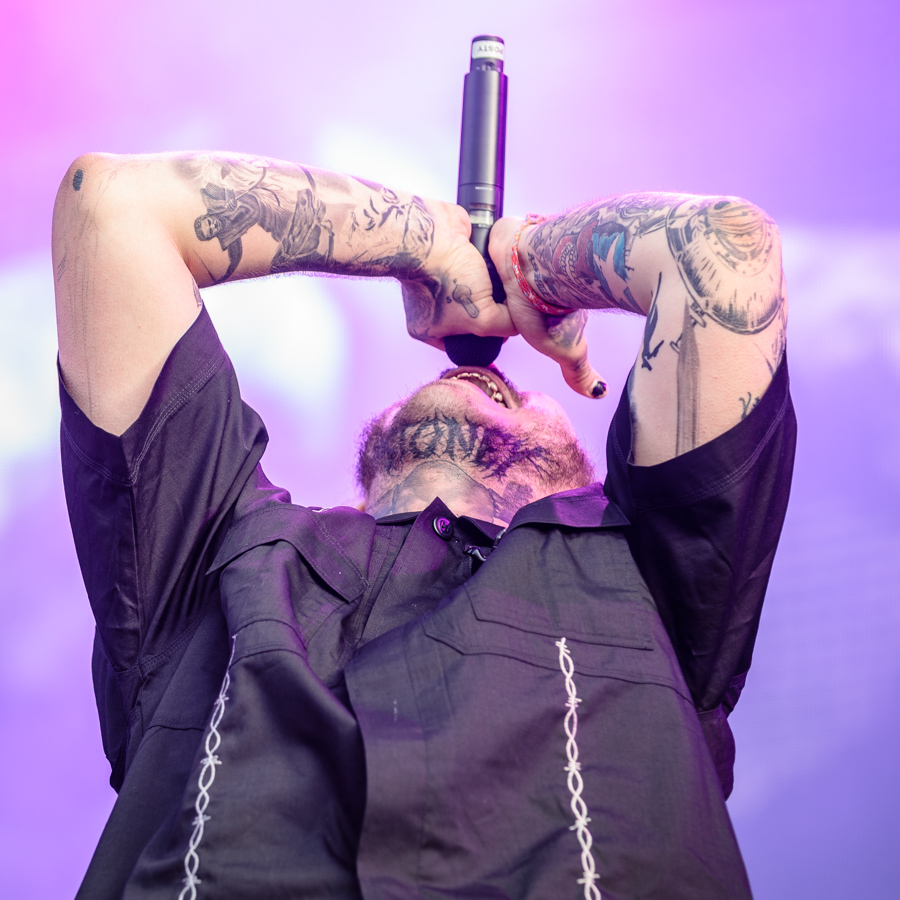
El tatuaje "STONEY" de Post debajo de su barbilla que es en referencia a su álbum debut

Malone tiene aproximadamente 79 tatuajes (no se sabe con exactitud ya que durante la cuarentena ha aumentado su número) que él mismo creó. También se sabe que ha tatuado a varios de sus amigos y conocidos.

### Perspectiva política
Malone tiene un tatuaje del presidente estadounidense John F. Kennedy en su brazo y ha dicho que Kennedy fue «el único presidente que se pronunció en contra de la loca corrupción que está sucediendo en nuestro gobierno hoy en día». En diciembre de 2016, Malone declaró que si se le hubiera pedido que actuara en la toma de posesión de Donald Trump, no se habría opuesto, aunque afirmó que ni Donald Trump ni Hillary Clinton eran aptos para ser presidentes de los Estados Unidos y expresó su apoyo a Bernie Sanders durante las elecciones.
Malone luego expresó su disgusto por Trump en una entrevista de noviembre de 2017 para Rolling Stone. En la misma entrevista, reveló que tiene una gran colección de armas y cree que es un derecho estadounidense poseer y manejar armas. Malone también expresó un gran interés en las teorías conspiranoicas cuando dijo: «Hay cosas locas que suceden que no podemos explicar». Durante un viaje a Canadá en 2018, Malone fue entrevistado y cuando se le preguntó cuál era la «mayor mentira», respondió: «La mentira más grande del mundo es el gobierno de los Estados Unidos. Es un jodido reality show y creo que habrá un montón de cosas raras que suceden dentro de nuestra generación y que realmente cambian la forma del mundo».

## Otras compañías
Su primer emprendimiento fue «Shaboink» marca de marihuana. La compañía se presentó en la feria de cannabis Hall of Flowers en Santa Rosa, California, donde los asistentes recibieron el primer vistazo a la línea de flores, rollos y vapes de Shaboink. Los insiders dicen que la hierba es cultivada y manufacturada por Hemper en California. Shanboink también ofrece productos de CBD, así como accesorios como rolling papers, molinos y productos.
En mayo de 2020, Malone lanzó su propia línea de vino rosado francés, Maison No. 9, que lleva el nombre de su carta de tarot favorita, el Nueve de Espadas. Se agotó en dos días después de estar disponible para la venta. Para inicio de 2021, Malone actualizó la imagen y merchandising «El rosado vintage 2020 tendrá un nuevo aspecto, que incluye un logotipo y una combinación de colores actualizados. La colección de merchandising contará con seis piezas que incluyen camisetas, gorras y sudaderas con capucha».

### Asociaciones
Su primera asociación comercial fue con una de las marcas de cerveza más reconocidas, Bud Light. Post Malone se asoció por primera vez con Bud Light en 2018 como parte de su campaña «encuentra las mejores amistades». Desde entonces, Post Malone ha encabezado la Bud Light Dive Bar tour, colaborado con Bud Light para crear un uno de una especie de línea de ropa de marca. Por último, también protagonizó varios comerciales de Bud Light, incluidos los que se emitieron durante el Super Bowl LIV y LV.

#### Crocs
El 5 de julio de 2018, Austin tuiteó: «Tu puedes decir mucho de un hombre por sus jibbits en sus crocs». Este tuit les llamó la atención a los de Crocs, lo que provocó una conversación de Post Malone haciendo una colaboración de marca. Terence Reilly, director de marketing de Crocs comentó: «Post Malone es un creador querido y representa lo que significa estar cómodo en tus propios zapatos, por lo que colaborar en el diseño de productos es especial». Eso es lo que atrajo a ambas partes a asociarse debido a ese mensaje: sentirse cómodo en sus propios zapatos. Ahora, Post Malone y Crocs han colaborado en cinco diseños de zapatos (el último en 2020), cada uno agotado en minutos.

#### Doritos
Austin fue el personaje principal del nuevo comercial. En este caso, Post fue llamado «Post Limon» estrenando su nuevo sabor «Flamin 'Hot Limón», en este podemos ver a Post conduciendo un auto verde lima, un blazer verde deslumbrante e incluso hacerse un tatuaje de un Dorito en su rostro. En una entrevista con Billboard, cuando se le preguntó sobre su colaboración con Doritos, Post dijo: «He estado comiendo Doritos desde que podía caminar… Están en todas las salas verdes y siempre he sido un gran admirador. Puedo comerme una bolsa entera de todos los sabores y eso es lo que hice anoche. El chip es fuego. Me lo enviaron y lo probé y me encantó».

#### HyperX
Esta marca esta orientada en brindarle al jugador el equipo y accesorios adecuados y de muy buena calidad. Esta asociación se relaciona a que desde hace años, Post ha expresado ser un gran fan de Call Of Duty y de muchos videojuegos, siendo esta la razón por la que HyperX se acercó a Post haciéndolo embajador de la misma. Además de ser embajador este fue uno de los patrocinadores del evento celebrado en Texas Posty Fest. Con esta colaboración, HyperX pudo proporcionar un stand en persona para que los asistentes probaran productos. Además, el hashtag, #HyperXPostyFest fue creado para promover el contenido generado por el usuario para la marca, así como participar en un concurso para ganar un par de auriculares HyperX firmados por Post Malone.

#### Arnette
La compañía de gafas de sol, Arnette, se inspiró en el aspecto único de Post, haciéndolo parte de la sección basada en los tatuajes. En este caso, las gafas decían los reconocidos tatuajes debajo de sus ojos «Always Tired» y el que se ubica sobre su ceja derecha «Stay Away». A principios de octubre, Arnette lanzó otra línea de gafas inspiradas en Post Malone. Arnette ha acudido a las redes sociales para promocionar esta nueva línea. En su cuenta de Instagram, han podido utilizar la imagen de Post Malone y las canciones en sus anuncios.

#### Café Madrinas
Madrinas Coffee (usando una innovadora estrategia de marketing promocionando su producto en el campo de los videojuegos) venden su producto en latas de 16 oz para competir con otras empresas de bebidas energéticas. La cafeína es importante en la industria, ya que los jugadores deben estar despiertos, alertas y concentrados durante horas frente a la pantalla. De acuerdo con Madrinas de café websit correo: «Madrinas Coffee es su alternativa totalmente natural a los refrescos y bebidas energéticas cargados artificialmente. Madrinas se enfoca en crear el mejor Cold Brew del mundo con un ingrediente totalmente natural y mejor para usted...» Considerando que la estrategia de la compañía para llegar a los consumidores es a través de los juegos, sabían que asociarse con uno de los jugadores más famosos sería perfecto para su marca. Alex Davis, cofundador de Madrinas Coffee, dijo: «Post Malone está dando forma a la cultura musical como creador de contenido y artista, pero también es un jugador como nosotros. Cuando nos enteramos de que Posty descubrió nuestros Cold Brews y vibró con nuestra marca, supimos que una asociación con Post nos ayudaría a aprovechar la cultura Madrinas #coffee4fuel a nuevas alturas».

#### Pokémon
Con motivo del vigésimo quinto aniversario de la franquicia japonesa de videojuegos Pokémon, Nintendo en colaboración con UMG lanzaron un álbum musical que contenía canciones de varios artistas reconocidos (entre los que se destacan Katy Perry, Vince Staples, Mabel, etc). Fue en el décimo corte del disco donde se incluyó la canción de Post Malone "Only Wanna Be with You" misma canción se lanzó en formato de vídeo en la plataforma de Youtube el día 27 de febrero del año 2021; y el día 25 de marzo del mismo año, Post Malone realizó un concierto virtual para la celebración del aniversario.

## Discografía
Álbumes de estudio
- 2016: Stoney
- 2018: Beerbongs & Bentleys
- 2019: Hollywood's Bleeding
- 2022: Twelve Carat Toothache
- 2023: Austin
- 2024: F-1 Trillion

## Filmografía
| Año  | Título                                      | Rol                      | Observación |
| ---- | ------------------------------------------- | ------------------------ | ----------- |
| 2018 | Spider-Man: Into the Spider-Verse           | Brooklyn Bystander (voz) | Cameo       |
| 2020 | Spenser Confidential                        | Squeeb                   |             |
| 2021 | Wrath of Man                                | Ladrón #6                |             |
| 2023 | Teenage Mutant Ninja Turtles: Mutant Mayhem | Ray Fillet               |             |
| 2024 | Road House                                  | Carter                   |             |

| Año       | Título              | Rol              | Observación                          |
| --------- | ------------------- | ---------------- | ------------------------------------ |
| 2017-2019 | FishCenter Live     | Él mismo         | 2 apariciones como invitado musical  |
| 2018      | Ghost Adventures    | Él mismo         | Episodio: «The Slaughter House»      |
| 2022      | Saturday Night Live | Invitado musical | Episodio: «Selena Gomez/Post Malone» |

## Giras

### Artista principal
- Hollywood Dreams Tour (2016)
- Stoney Tour (2017)
- Beerbongs & Bentleys Tour (2018–2019)[109][110]
- Runaway Tour (2019-2020)
- Twelve Carat Tour (2022-2023)
- ''If Y'all Weren't Here, I'd Be Crying'' Tour (2023)
- F-1 Trillion Tour (2024)
- Big Ass Stadium Tour (2025)

### Acto de apertura
- Fetty Wap – Welcome to The Zoo Tour (2016)
- Justin Bieber – Purpose World Tour (2016)
- Future – Future Hndrxx Tour (2017)
- Red Hot Chili Peppers – Global Stadium Tour (2023)

## Premios y nominaciones
| Premio                              | Año  | Nominado por                                       | Categoría                                                                | Resultado | Ref.            |
| ----------------------------------- | ---- | -------------------------------------------------- | ------------------------------------------------------------------------ | --------- | --------------- |
| American Music Awards               | 2017 | Post Malone                                        | Artista Nuevo del Año                                                    | Nominado  | [ 111 ]         |
| American Music Awards               | 2018 | Post Malone                                        | Artista del Año                                                          | Nominado  | [ 112 ]         |
| American Music Awards               | 2018 | Post Malone                                        | Artista Favorito de Rap/Hip Hop                                          | Nominado  | [ 112 ]         |
| American Music Awards               | 2018 | Post Malone                                        | Artista Masculino Favorito de Pop/Rock                                   | Ganador   | [ 112 ]         |
| American Music Awards               | 2018 | Beerbongs & Bentleys                               | Álbum Favorito de Rap/Hip Hop                                            | Ganador   | [ 112 ]         |
| American Music Awards               | 2018 | «Rockstar»                                         | Colaboración del Año                                                     | Nominado  | [ 112 ]         |
| American Music Awards               | 2018 | «Rockstar»                                         | Canción Favorita de Rap/Hip Hop                                          | Nominado  | [ 112 ]         |
| American Music Awards               | 2019 | Post Malone                                        | Artista del Año                                                          | Nominado  | [ 113 ]         |
| American Music Awards               | 2019 | Post Malone                                        | Artista Favorito de Rap/Hip Hop                                          | Nominado  | [ 113 ]         |
| American Music Awards               | 2019 | Post Malone                                        | Artista Masculino de Pop/Rock                                            | Nominado  | [ 113 ]         |
| American Music Awards               | 2019 | Hollywood's Bleeding                               | Álbum Favorito de Rap/Hip Hop                                            | Ganador   | [ 113 ]         |
| American Music Awards               | 2019 | «Sunflower»                                        | Colaboración del Año                                                     | Nominado  | [ 113 ]         |
| American Music Awards               | 2019 | «Sunflower»                                        | Canción Favorita de Pop/Rock                                             | Nominado  | [ 113 ]         |
| American Music Awards               | 2019 | «Wow»                                              | Canción Favorita de Rap/Hip Hop                                          | Nominado  | [ 113 ]         |
| American Music Awards               | 2020 | Post Malone                                        | Artista del Año                                                          | Nominado  | [ 114 ]         |
| American Music Awards               | 2020 | Post Malone                                        | Artista Masculino Favorito de Pop/Rock                                   | Nominado  | [ 114 ]         |
| American Music Awards               | 2020 | «Circles»                                          | Canción Favorita de Pop/Rock                                             | Nominado  | [ 114 ]         |
| Billboard Music Awards              | 2018 | Post Malone                                        | Mejor Artista Masculino                                                  | Nominado  | [ 115 ]         |
| Billboard Music Awards              | 2018 | Post Malone                                        | Artista más exitoso del Hot 100                                          | Nominado  | [ 115 ]         |
| Billboard Music Awards              | 2018 | Post Malone                                        | Artista más Vendido                                                      | Nominado  | [ 115 ]         |
| Billboard Music Awards              | 2018 | Post Malone                                        | Artista con más Streaming                                                | Nominado  | [ 115 ]         |
| Billboard Music Awards              | 2018 | Post Malone                                        | Mejor Rapero                                                             | Nominado  | [ 115 ]         |
| Billboard Music Awards              | 2018 | Post Malone                                        | Mejor Rapero Masculino                                                   | Nominado  | [ 115 ]         |
| Billboard Music Awards              | 2018 | Stoney                                             | Mejor Álbum Billboard 200                                                | Nominado  | [ 115 ]         |
| Billboard Music Awards              | 2018 | Stoney                                             | Mejor Álbum Rap                                                          | Nominado  | [ 115 ]         |
| Billboard Music Awards              | 2018 | «Rockstar»                                         | Mejor Canción Hot 100                                                    | Nominado  | [ 115 ]         |
| Billboard Music Awards              | 2018 | «Rockstar»                                         | Mejor Colaboración                                                       | Nominado  | [ 115 ]         |
| Billboard Music Awards              | 2018 | «Rockstar»                                         | Mejor Canción Rap                                                        | Ganador   | [ 115 ]         |
| Billboard Music Awards              | 2018 | «Rockstar»                                         | Canción con más Streaming (Audio)                                        | Nominado  | [ 115 ]         |
| Billboard Music Awards              | 2018 | «Congratulations»                                  | Canción con más Streaming (Audio)                                        | Nominado  | [ 115 ]         |
| Billboard Music Awards              | 2019 | Post Malone                                        | Mejor Artista                                                            | Nominado  | [ 116 ]         |
| Billboard Music Awards              | 2019 | Post Malone                                        | Mejor Artista Masculino                                                  | Nominado  | [ 116 ]         |
| Billboard Music Awards              | 2019 | Post Malone                                        | Artista con más Streaming                                                | Nominado  | [ 116 ]         |
| Billboard Music Awards              | 2019 | Post Malone                                        | Artista más exitoso en el Billboard 200                                  | Nominado  | [ 116 ]         |
| Billboard Music Awards              | 2019 | Post Malone                                        | Artista más Sonado en Radios                                             | Nominado  | [ 116 ]         |
| Billboard Music Awards              | 2019 | Post Malone                                        | Artista más exitoso del Hot 100                                          | Nominado  | [ 116 ]         |
| Billboard Music Awards              | 2019 | Post Malone                                        | Artista más Vendido                                                      | Nominado  | [ 116 ]         |
| Billboard Music Awards              | 2019 | Post Malone                                        | Mejor Rapero                                                             | Nominado  | [ 116 ]         |
| Billboard Music Awards              | 2019 | Post Malone                                        | Mejor Rapero Masculino                                                   | Nominado  | [ 116 ]         |
| Billboard Music Awards              | 2019 | Beerbongs & Bentleys                               | Mejor Álbum Billboard 200                                                | Nominado  | [ 116 ]         |
| Billboard Music Awards              | 2019 | Beerbongs & Bentleys                               | Mejor Álbum Rap                                                          | Nominado  | [ 116 ]         |
| Billboard Music Awards              | 2019 | «Better Now»                                       | Mejor Canción Hot 100                                                    | Nominado  | [ 116 ]         |
| Billboard Music Awards              | 2020 | Post Malone                                        | Mejor Artista                                                            | Ganador   | [ 117 ]         |
| Billboard Music Awards              | 2020 | Post Malone                                        | Mejor Artista Masculino                                                  | Ganador   | [ 117 ]         |
| Billboard Music Awards              | 2020 | Post Malone                                        | Artista con más Streaming                                                | Ganador   | [ 117 ]         |
| Billboard Music Awards              | 2020 | Post Malone                                        | Artista más exitoso en el Billboard 200                                  | Ganador   | [ 117 ]         |
| Billboard Music Awards              | 2020 | Post Malone                                        | Artista más Sonado en Radios                                             | Nominado  | [ 117 ]         |
| Billboard Music Awards              | 2020 | Post Malone                                        | Artista más exitoso del Hot 100                                          | Ganador   | [ 117 ]         |
| Billboard Music Awards              | 2020 | Post Malone                                        | Artista más Vendido                                                      | Nominado  | [ 117 ]         |
| Billboard Music Awards              | 2020 | Post Malone                                        | Mejor Rapero                                                             | Ganador   | [ 117 ]         |
| Billboard Music Awards              | 2020 | Post Malone                                        | Mejor Rapero Masculino                                                   | Ganador   | [ 117 ]         |
| Billboard Music Awards              | 2020 | Post Malone                                        | Mejor Gira de Rap                                                        | Ganador   | [ 117 ]         |
| Billboard Music Awards              | 2020 | Hollywood's Bleeding                               | Mejor Álbum Billboard 200                                                | Nominado  | [ 117 ]         |
| Billboard Music Awards              | 2020 | Hollywood's Bleeding                               | Mejor Álbum Rap                                                          | Ganador   | [ 117 ]         |
| Billboard Music Awards              | 2020 | «Sunflower»                                        | Canción con más Streaming                                                | Nominado  | [ 117 ]         |
| Billboard Music Awards              | 2020 | «Sunflower»                                        | Mejor Colaboración                                                       | Nominado  | [ 117 ]         |
| Billboard Music Awards              | 2020 | «Sunflower»                                        | Mejor Canción Rap                                                        | Nominado  | [ 117 ]         |
| Billboard Music Awards              | 2020 | «Wow»                                              | Mejor Canción Rap                                                        | Nominado  | [ 117 ]         |
| Billboard Music Awards              | 2021 | Post Malone                                        | Artista más exitoso en el Billboard 200                                  | Nominado  | [ 118 ]         |
| Billboard Music Awards              | 2024 | Post Malone                                        | Mejor Artista Country                                                    | Nominado  | [ 119 ]         |
| Billboard Music Awards              | 2024 | Post Malone                                        | Mejor Artista Masculino                                                  | Nominado  | [ 119 ]         |
| Billboard Music Awards              | 2024 | "I Had Some Help" (con Morgan Wallen)              | Mejor Colaboración                                                       | Ganador   | [ 119 ]         |
| Billboard Music Awards              | 2024 | "I Had Some Help" (con Morgan Wallen)              | Mejor Canción Country                                                    | Nominado  | [ 119 ]         |
| Billboard Music Awards              | 2024 | "I Had Some Help" (con Morgan Wallen)              | Canción con más Streaming                                                | Nominado  | [ 119 ]         |
| Billboard Music Awards              | 2024 | "I Had Some Help" (con Morgan Wallen)              | Mejor Canción Hot 100                                                    | Nominado  | [ 119 ]         |
| Billboard Music Awards              | 2024 | "I Had Some Help" (con Morgan Wallen)              | Canción más Vendida                                                      | Nominado  | [ 119 ]         |
| Billboard Music Awards              | 2024 | "Fortnight" (featuring Taylor Swift)               | Mejor Colaboración                                                       | Nominado  | [ 119 ]         |
| Grammy Awards                       | 2019 | Beerbongs & Bentleys                               | Álbum del Año                                                            | Nominado  | [ 120 ]         |
| Grammy Awards                       | 2019 | «Rockstar»                                         | Grabación del Año                                                        | Nominado  | [ 120 ]         |
| Grammy Awards                       | 2019 | «Rockstar»                                         | Mejor Interpretación Melódica de Rap                                     | Nominado  | [ 120 ]         |
| Grammy Awards                       | 2019 | «Better Now»                                       | Mejor Interpretación Pop Solista                                         | Nominado  | [ 120 ]         |
| Grammy Awards                       | 2020 | «Sunflower»                                        | Grabación del Año                                                        | Nominado  | [ 121 ]         |
| Grammy Awards                       | 2020 | «Sunflower»                                        | Mejor Interpretación Melódica de Rap                                     | Nominado  | [ 121 ]         |
| Grammy Awards                       | 2021 | Hollywood's Bleeding                               | Álbum del Año                                                            | Nominado  | [ 122 ]         |
| Grammy Awards                       | 2021 | «Circles»                                          | Grabación del Año                                                        | Nominado  | [ 122 ]         |
| Grammy Awards                       | 2021 | «Circles»                                          | Canción del Año                                                          | Nominado  | [ 122 ]         |
| Grammy Awards                       | 2023 | «I Like You (A Happier Song)»                      | Mejor interpretación de pop de dúo/grupo                                 | Nominado  | [ 123 ]         |
| Grammy Awards                       | 2025 | «Fortnight»                                        | Grabación del Año                                                        | Nominado  | [ 124 ] [ 125 ] |
| Grammy Awards                       | 2025 | «Fortnight»                                        | Canción del Año                                                          | Nominado  | [ 124 ] [ 125 ] |
| Grammy Awards                       | 2025 | «Fortnight»                                        | Mejor vídeo musical                                                      | Nominado  | [ 124 ] [ 125 ] |
| Grammy Awards                       | 2025 | «Levii's Jeans»                                    | Mejor interpretación de pop de dúo/grupo                                 | Nominado  | [ 124 ] [ 125 ] |
| Grammy Awards                       | 2025 | «I Had Some Help»                                  | Mejor interpretación country, dúo o grupo                                | Nominado  | [ 124 ] [ 125 ] |
| Grammy Awards                       | 2025 | «I Had Some Help»                                  | Mejor canción country                                                    | Nominado  | [ 124 ] [ 125 ] |
| Grammy Awards                       | 2025 | F-1 Trillion                                       | Mejor álbum de country                                                   | Nominado  | [ 124 ] [ 125 ] |
| Grammy Awards                       | 2025 | F-1 Trillion                                       | Mejor diseño de embalaje                                                 | Nominado  | [ 124 ] [ 125 ] |
| iHeartRadio Much Music Video Awards | 2017 | Post Malone                                        | Mejor Artista Nuevo Internacional                                        | Nominado  | [ 126 ]         |
| iHeartRadio Much Music Video Awards | 2018 | Post Malone                                        | Artista del Año                                                          | Nominado  | [ 127 ]         |
| iHeartRadio Much Music Video Awards | 2018 | Post Malone                                        | Mejor Artista Hip Hop                                                    | Nominado  | [ 127 ]         |
| iHeartRadio Much Music Video Awards | 2018 | «Rockstar»                                         | Sencillo Favorito                                                        | Nominado  | [ 127 ]         |
| iHeartRadio Music Awards            | 2018 | «Rockstar»                                         | Canción Hip Hop del Año                                                  | Nominado  | [ 128 ]         |
| iHeartRadio Music Awards            | 2018 | «Homemade Dynamite (Remix)»                        | Mejor Remezcla                                                           | Nominado  | [ 128 ]         |
| iHeartRadio Music Awards            | 2019 | Post Malone                                        | Artista Masculino del Año                                                | Nominado  | [ 129 ]         |
| iHeartRadio Music Awards            | 2019 | Post Malone                                        | Artista Hip Hop del Año                                                  | Nominado  | [ 129 ]         |
| iHeartRadio Music Awards            | 2019 | «Better Now»                                       | Canción del Año                                                          | Nominado  | [ 129 ]         |
| iHeartRadio Music Awards            | 2019 | «Psycho»                                           | Canción Hip Hop del Año                                                  | Nominado  | [ 129 ]         |
| iHeartRadio Music Awards            | 2019 | «Psycho»                                           | Mejor Videoclip                                                          | Nominado  | [ 129 ]         |
| iHeartRadio Music Awards            | 2020 | Post Malone                                        | Artista Masculino del Año                                                | Ganador   | [ 130 ]         |
| iHeartRadio Music Awards            | 2020 | Post Malone                                        | Artista más Votado                                                       | Ganador   | [ 130 ]         |
| iHeartRadio Music Awards            | 2020 | «Sunflower»                                        | Mejor Colaboración                                                       | Nominado  | [ 130 ]         |
| iHeartRadio Music Awards            | 2020 | «Sunflower»                                        | Canción más Votada                                                       | Ganador   | [ 130 ]         |
| iHeartRadio Music Awards            | 2021 | Post Malone                                        | Artista Masculino del Año                                                | Nominado  | [ 131 ]         |
| iHeartRadio Music Awards            | 2021 | «Circles»                                          | Canción del Año                                                          | Nominado  | [ 131 ]         |
| iHeartRadio Music Awards            | 2023 | «I Like You (A Happier Song)»                      | Mejor Colaboración                                                       | Nominado  | [ 132 ]         |
| iHeartRadio Music Awards            | 2023 | "One Right Now" (con the Weeknd)                   | Mejor Colaboración                                                       | Nominado  | [ 132 ]         |
| iHeartRadio Titanium Awards         | 2019 | "Better Now"                                       | 1.000 millones de escuchas totales en estaciones de radio de iHeartRadio | Ganador   | [ 133 ]         |
| iHeartRadio Titanium Awards         | 2019 | "Psycho" (con Ty Dolla Sign)                       | 1.000 millones de escuchas totales en estaciones de radio de iHeartRadio | Ganador   | [ 133 ]         |
| iHeartRadio Titanium Awards         | 2019 | "Rockstar" (con 21 Savage)                         | 1.000 millones de escuchas totales en estaciones de radio de iHeartRadio | Ganador   | [ 133 ]         |
| iHeartRadio Titanium Awards         | 2020 | "Sunflower" (con Swae Lee)                         | 1.000 millones de escuchas totales en estaciones de radio de iHeartRadio | Ganador   | [ 134 ]         |
| iHeartRadio Titanium Awards         | 2020 | "Wow"                                              | 1.000 millones de escuchas totales en estaciones de radio de iHeartRadio | Ganador   | [ 134 ]         |
| iHeartRadio Titanium Awards         | 2020 | "Circles"                                          | 1.000 millones de escuchas totales en estaciones de radio de iHeartRadio | Ganador   | [ 134 ]         |
| Juno Awards                         | 2018 | Stoney                                             | Álbum Internacional del Año                                              | Nominado  | [ 135 ]         |
| Juno Awards                         | 2019 | Beerbongs & Bentleys                               | Álbum Internacional del Año                                              | Ganador   | [ 136 ]         |
| Juno Awards                         | 2019 | «Jackie Chan»                                      | Grabación Dance del Año                                                  | Nominado  | [ 136 ]         |
| Juno Awards                         | 2020 | Hollywood's Bleeding                               | Álbum Internacional del Año                                              | Nominado  | [ 137 ]         |
| Nickelodeon Kids' Choice Awards     | 2025 | F-1 Trillion                                       | Álbum favorito                                                           | Nominado  | [ 138 ]         |
| Nickelodeon Kids' Choice Awards     | 2025 | Post Malone                                        | Artista masculino favorito                                               | Nominado  | [ 139 ]         |
| MTV Europe Music Awards             | 2017 | Post Malone                                        | Mejor Artista Hip Hop                                                    | Nominado  | [ 140 ]         |
| MTV Europe Music Awards             | 2018 | Post Malone                                        | Mejor Artista de Estados Unidos                                          | Nominado  | [ 141 ]         |
| MTV Europe Music Awards             | 2018 | Post Malone                                        | Mejor Look                                                               | Nominado  | [ 141 ]         |
| MTV Europe Music Awards             | 2018 | Post Malone                                        | Mejor Artista de Estados Unidos                                          | Nominado  | [ 141 ]         |
| MTV Europe Music Awards             | 2018 | «Rockstar»                                         | Mejor Canción                                                            | Nominado  | [ 141 ]         |
| MTV Europe Music Awards             | 2018 | Wireless Festival                                  | Mejor Actuación en World Stage                                           | Nominado  | [ 141 ]         |
| MTV Europe Music Awards             | 2019 | «Sunflower»                                        | Mejor Canción                                                            | Nominado  | [ 142 ]         |
| MTV Europe Music Awards             | 2020 | Tributo a Nirvana                                  | Mejor Actuación Virtual                                                  | Nominado  | [ 143 ]         |
| MTV Europe Music Awards             | 2022 | «I Like You (A Happier Song)»                      | Mejor Colaboración                                                       | Nominado  | [ 144 ]         |
| MTV Europe Music Awards             | 2024 | «Fortnight»                                        | Mejor Colaboración                                                       | Nominado  | [ 145 ]         |
| MTV Europe Music Awards             | 2024 | «Fortnight»                                        | Mejor Vídeo                                                              | Ganador   | [ 145 ]         |
| MTV Europe Music Awards             | 2024 | Post Malone                                        | Mejor Artista                                                            | Nominado  | [ 145 ]         |
| MTV Video Music Awards              | 2018 | Post Malone                                        | Artista del Año                                                          | Nominado  | [ 146 ]         |
| MTV Video Music Awards              | 2018 | «Rockstar»                                         | Canción del Año                                                          | Ganador   | [ 146 ]         |
| MTV Video Music Awards              | 2018 | «Better Now»                                       | Canción del Verano                                                       | Nominado  | [ 146 ]         |
| MTV Video Music Awards              | 2019 | «Goodbyes»                                         | Canción del Verano                                                       | Nominado  | [ 147 ]         |
| MTV Video Music Awards              | 2020 | Post Malone                                        | Artista del Año                                                          | Nominado  | [ 148 ]         |
| MTV Video Music Awards              | 2020 | «Circles»                                          | Canción del Año                                                          | Nominado  | [ 148 ]         |
| MTV Video Music Awards              | 2020 | Tributo a Nirvana                                  | Mejor Presentación en Cuarentena                                         | Nominado  | [ 148 ]         |
| MTV Video Music Awards              | 2022 | "One Right Now" (con the Weeknd)                   | Mejor Colaboración                                                       | Nominado  | [ 149 ]         |
| MTV Video Music Awards              | 2022 | "I Like You (A Happier Song)" (featuring Doja Cat) | Canción del Verano                                                       | Nominado  | [ 149 ]         |
| MTV Video Music Awards              | 2023 | "I Like You (A Happier Song)" (featuring Doja Cat) | Mejor Colaboración                                                       | Nominado  | [ 150 ]         |
| MTV Video Music Awards              | 2024 | «Fortnight»                                        | Vídeo del año                                                            | Ganador   | [ 151 ]         |
| MTV Video Music Awards              | 2024 | «Fortnight»                                        | Canción del año                                                          | Nominado  | [ 151 ]         |
| MTV Video Music Awards              | 2024 | «Fortnight»                                        | Canción del Verano                                                       | Ganador   | [ 151 ]         |
| MTV Video Music Awards              | 2024 | «Fortnight»                                        | Mejor Dirección                                                          | Ganador   | [ 151 ]         |
| MTV Video Music Awards              | 2024 | «Fortnight»                                        | Mejor Cinematografía                                                     | Nominado  | [ 151 ]         |
| MTV Video Music Awards              | 2024 | «Fortnight»                                        | Mejor Edición                                                            | Ganador   | [ 151 ]         |
| MTV Video Music Awards              | 2024 | «Fortnight»                                        | Mejores Efectos Visuales                                                 | Nominado  | [ 151 ]         |
| MTV Video Music Awards              | 2024 | «Fortnight»                                        | Mejor Dirección Artística                                                | Nominado  | [ 151 ]         |
| MTV Video Music Awards              | 2024 | «Fortnight»                                        | Mejor Colaboración                                                       | Ganador   | [ 151 ]         |
| MTV Video Music Awards              | 2024 | «I Had Some Help»                                  | Mejor Colaboración                                                       | Nominado  | [ 151 ]         |
| MTV Video Music Awards              | 2024 | «I Had Some Help»                                  | Canción del Verano                                                       | Nominado  | [ 151 ]         |
| People's Choice Awards              | 2019 | Post Malone                                        | Artista Masculino del 2019                                               | Nominado  | [ 152 ]         |
| People's Choice Awards              | 2024 | Post Malone                                        | Artista Masculino del 2024                                               | Nominado  | [ 153 ]         |
| People's Choice Awards              | 2024 | Post Malone                                        | Artista Hip Hop del 2024                                                 | Nominado  | [ 153 ]         |
| Teen Choice Awards                  | 2018 | Post Malone                                        | Mejor Artista de R&B/Hip Hop                                             | Nominado  | [ 154 ]         |
| Teen Choice Awards                  | 2019 | Post Malone                                        | Mejor Artista Masculino                                                  | Nominado  | [ 155 ]         |
| Teen Choice Awards                  | 2019 | Post Malone                                        | Mejor Artista de R&B/Hip Hop                                             | Nominado  | [ 155 ]         |
| Teen Choice Awards                  | 2019 | «Wow»                                              | Mejor Sencillo                                                           | Nominado  | [ 155 ]         |
| Teen Choice Awards                  | 2019 | «Wow»                                              | Mejor Canción de R&B/Hip Hop                                             | Nominado  | [ 155 ]         |
| Teen Choice Awards                  | 2019 | «Sunflower»                                        | Mejor Canción de R&B/Hip Hop                                             | Nominado  | [ 155 ]         |
| Teen Choice Awards                  | 2019 | «Sunflower»                                        | Mejor Canción de una Película                                            | Nominado  | [ 155 ]         |

### Redes sociales
- Página oficial de Post Malone (en inglés).
- Post Malone en Facebook
- Post Malone en X (antes Twitter)
- Post Malone en Instagram
- Post Malone en Spotify
- Post Malone en YouTube. (en inglés).
- Post Malone en SoundCloud
- Post Malone en Twitch

- Datos: Q21621919
- Multimedia: Post Malone / Q21621919